# LHA
Az LHA vagy más néven LZH egy freeware tömörítő alkalmazás, illetve a hozzá tartozó fájlformátum, melyet eredetileg LHarc néven fejlesztett ki a japán Haruyasu Yoshizaki (吉崎栄泰; Hepburn: Yoshizaki Haruyasu) 1988-ban. A LHarc hamar de facto "szabvánnyá" vált a japán BBS felhasználók körében.

## Történet
1987-88 táján már létezett Japánban LZSS tömörítési algoritmust megvalósító program "LArc", majd "LZARI"  címen, LZW algoritmust megvalósító pedig az "ARC", illetve a "PKARC" volt. Az orvosként dolgozó Yoshizaki hobby programozóként azon igyekezett, hogy a Haruhiko Okumura által kifejlesztett LZARI eljárást gyorsabbá tegye. Az LZARI algebrai tömörítési eljárását lecserélte Huffman-kódolásra ("LZHUF"), mely a tömörítési arányon alig változtatott, viszont jelentősen gyorsabbá tette a kódot. Az LZHUF-nak egy assemblyben, illetve C-ben teljesen újraírt változata először LHx, majd végül LH címen jelent meg 1991 januárjában, ez azonban megegyezett az ugyanez év júniusában kiadott MS-DOS 5.0 új LH ("LoadHigh") belső parancsával, így a tömörítőprogramot átnevezték LHA-ra elkerülendő a felesleges név-ütközéseket.
1992-től kezdődően, mind Okumura, mind pedig Yoshizaki egyre elfoglaltak lettek orvosi hivatásukban, így az LHA, illetve általában is tömörítési eljárások, algoritmusok fejlesztésével felhagytak. Az LHA32 nevű 32-bites Windows-átirat és a hozzá tartozó kitömörítő programkönyvtár, az UNLHA32.DLL próbaverzió szintjén maradt. Ugyanígy az MS-DOS (LHx for MSDOS) és a Unix változat (LHA for Unix) fejlesztése is megszakadt, a forráskód azonban szabadon felhasználható.

## Adatformátum
Az LZH-formátumok bájtsorrendje little-endian (a legkisebb helyi érték legelől). Tömörítési módszerként a Lempel-Ziv-Storer-Szymanski (LZSS) algoritmust és a Huffman-kódolást alkalmazzák. Az LZH tömörítvényekben minden belefoglalt állományt (fájlt) egy fejléc előz meg, mely az adott fájlra mutató információkat tartalmaz. A fejlécek háromfélék lehetnek: level-0., level-1. és level-2. szintű. A 0. szinten a fejlécet rögtön a tömörített adatok követnek, míg az 1. és 2. szinten kiterjesztett fejlécek is vannak (pl. Unix felhasználói jogosultsági/fájlhozzáférési adatok).

## Tömörítési módszerek
A fejléc "-lhx-" karaktersorozata jelzi az alkalmazott tömörítési algoritmus-változatot a következők szerint:
|                           | -lh0-        | -lh1-     | -lh2-     | -lh3-    | -lh4-    | -lh5-    | -lh6-    | -lh7-    | -lhd-                |
| ------------------------- | ------------ | --------- | --------- | -------- | -------- | -------- | -------- | -------- | -------------------- |
| csúszó keresőablak hossza | tömörítetlen | 4 KiB     | 8 KiB     | 8 KiB    | 4 KiB    | 8 KiB    | 32 KiB   | 64 KiB   | üres mappa/ könyvtár |
| max. szóhossz             | tömörítetlen | 60 byte   | 256 byte  | 256 byte | 256 byte | 256 byte | 256 byte | 256 byte | üres mappa/ könyvtár |
| Huffman-kódolás           | tömörítetlen | dinamikus | dinamikus | statikus | statikus | statikus | statikus | statikus | üres mappa/ könyvtár |

Hagyományos, illetve nem-kanonikus módszerek:

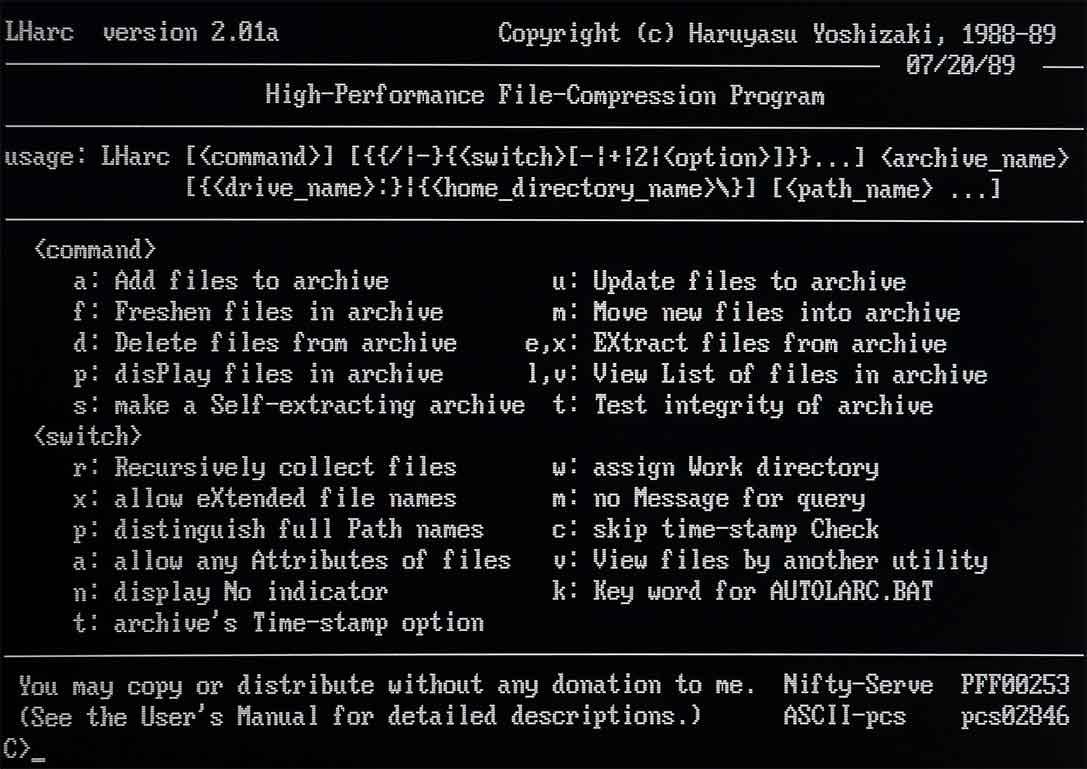
a LHarc parancssori paraméterei

- LArc-módszerek: -lzs-, -lz2-, -lz3-, -lz4-, -lz5-, -lz7-, -lz8-;
- LHa (Joe Jared kiterjesztések): -lh8-, -lh9-, -lha-, -lhb-, -lhc-, -lhe-, -lhx-;
- PMarc-módszerek: -pm0-, -pm1-, -pm2-, -pms-

## Felhasználásai
Az LHA népszerű maradt Japánban a 2000-es évekig, azonban nyugaton nem használták tömegesen. Az id Software korai játékaiban, mint amilyen a Doom vagy a Quake alkalmazta az LHA tömörítési eljárást. Az Aminet máig de facto szabványként alkalmazza az LHA Stefan Boberg által megírt Amiga-portjának továbbfejlesztett változatát, habár az 1990-es évek közepén komoly kihívója volt az LZX tömörítő.
A nagy BIOS gyártók, mint például az AMI vagy az Award a BIOS firmware fájljainak tömörítésére LHA-algoritmust használnak módosított fejléccel, annak érdekében, hogy az EEPROM szűkös tárterületét a lehető legjobban kihasználják.
A Microsoft kiadta a Windows XP japán verziójához Microsoft Compressed (LZH) Folder Add-ont. A Windows 7 japán verziójában az LZH addont a Windows Update-ről lehetett beszerezni a japán nyelvi csomag részeként, azonban csak Windows 7 Enterprise vagy Ultimate felhasználók számára.